# Trichoeax somaliensis
Trichoeax somaliensis är en skalbaggsart som beskrevs av Stefan von Breuning 1938. Trichoeax somaliensis ingår i släktet Trichoeax och familjen långhorningar. Inga underarter finns listade i Catalogue of Life.